# 趙維寰 (解元)
趙維寰（1563年—1644年），字無聲，號若無，又號雪廬，浙江嘉兴府平湖县人。明末文人，萬曆庚子解元。

## 生平
宋太祖後裔。万历二十八年（1600年）举庚子科順天鄉試第一，之后履試不第。天启五年（1625年）就選國子監助教。擢南京刑部福建司主事，转本部云南司郎中。因小臣屡讦大僚，夺职。

## 著作
有《二十一史快编》《皇明快编》《尚书蠡》《宁志备考》《谕宁迂略》，另著有《雪庐焚余稿》十卷、《雪庐焚续稿》等。

## 家族
曾祖趙彰，贡生；祖趙明相，庠生；父趙䙛。母陸氏。娶王氏。子京翰。侄子京藩、京垣。